# ادگوری
ادگوری (به لاتین: Adguri) در نپال است که در Arghakhanchi District واقع شده‌است.

## خصوصیات
ادگوری ۴٬۴۰۹ نفر جمعیت دارد.